# ナント大聖堂
ナントのサン・ピエール・サン・ポール大聖堂（フランス語: Cathédrale Saint-Pierre-et-Saint-Paul）、通称ナント大聖堂（フランス語: Cathédrale de Nantes）は、フランス西部ナントのカトリック教会の大聖堂である。
2人の聖人ペトロとパウロにちなむ。1862年、フランス歴史的記念物に指定された。
ナント大聖堂では1972年に大火災があり、約13年かけて屋根などが修復されていた。
2020年7月18日には、ルワンダ国籍の39歳男性による放火事件が発生した。消防が約3時間で鎮圧したものの、約400年の歴史を持つパイプオルガンやステンドグラスが全焼するなどした。男性はボランティアとしてサンピエール・サンポール大聖堂の管理人をしており、火災の前日には大聖堂の施錠を担当していた。男性はルワンダから亡命して難民認定を申請中であったが、これを拒否されていた。修復には3年以上かかるとみられている。

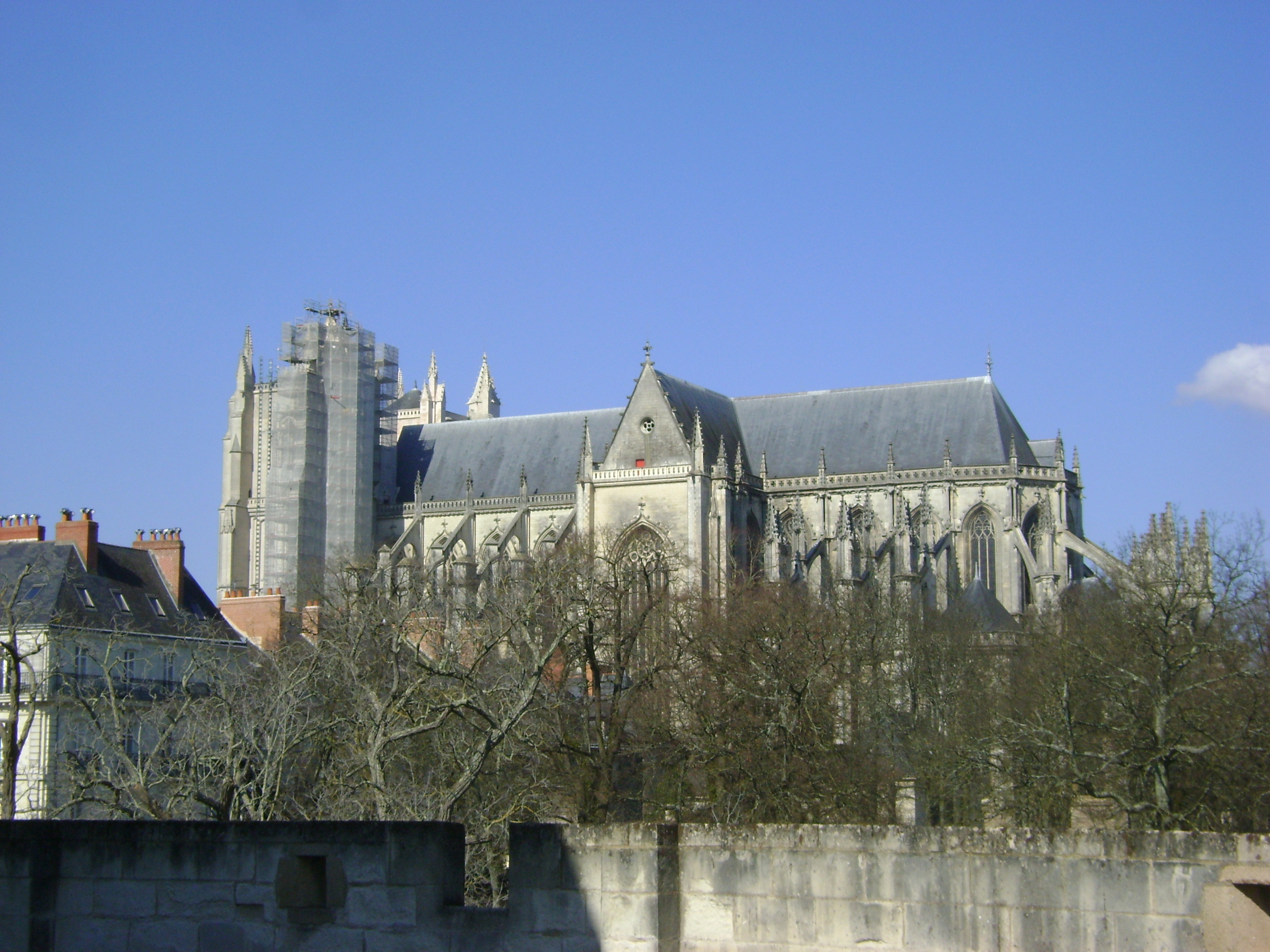
ブルターニュ公爵城からの外観
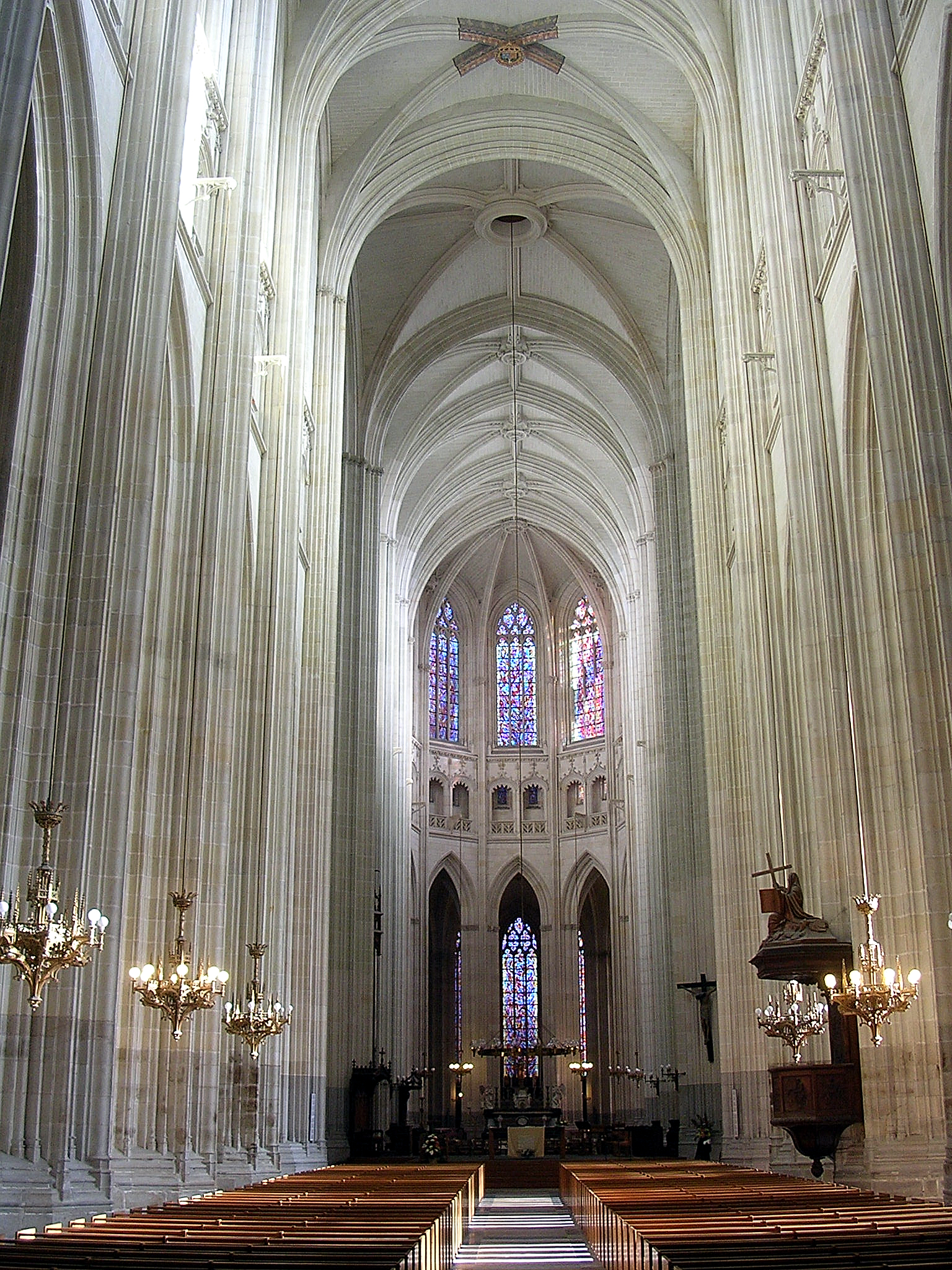
身廊
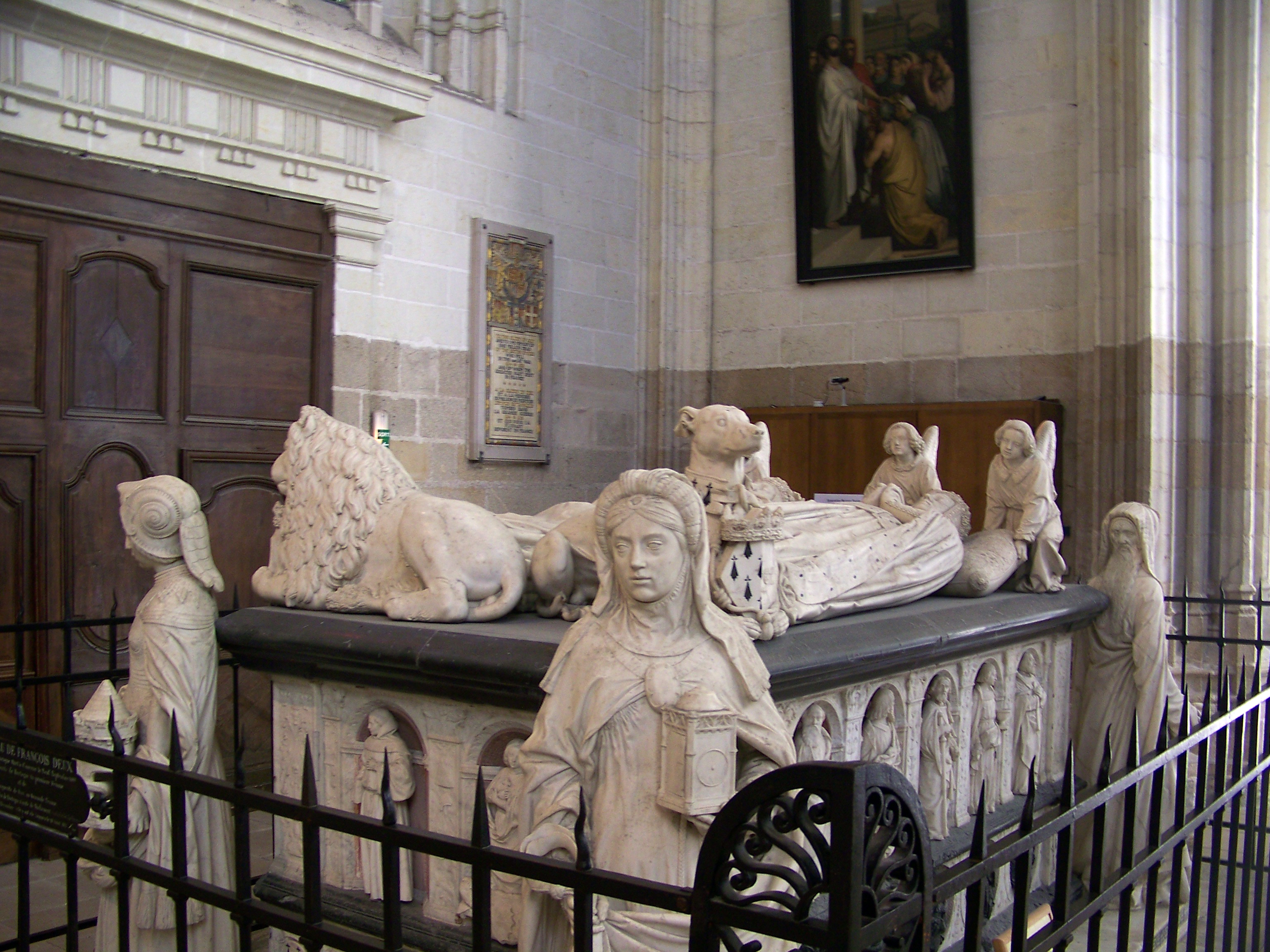
フランソワ2世 (ブルターニュ公)の墓